# 温林根 (莱茵兰-普法尔茨州)
温林根是德国莱茵兰-普法尔茨州的一个市镇。总面积2.55平方公里，总人口65人，其中男性30人，女性35人（2011年12月31日），人口密度25人/平方公里。